# Präludium und Fuge C-Dur BWV 846 (Das Wohltemperierte Klavier, I. Teil)
Präludium und Fuge C-Dur, BWV 846, eröffnen den 1. Teil des Wohltemperierten Klaviers, einer Sammlung von Präludien und Fugen für Tasteninstrumente von Johann Sebastian Bach.

## Präludium

### Eigenart und Quellenlage
Dieses Präludium besteht fast vollständig aus ausgeschriebenen Arpeggien im 4/4-Takt, die sich jeweils zu fünfstimmigen Akkorden zusammenfassen lassen. In den drei erhaltenen Fassungen nahm die Taktzahl ständig zu: die erste Fassung zählt 24 Takte, die zweite 27, die dritte, heute allgemein gebräuchliche Version, enthält 35 Takte. Frühere Fassungen sind im Clavier-Büchlein für Wilhelm Friedemann Bach (als BWV 846a) und im Notenbüchlein für Anna Magdalena Bach überliefert.

### „Schwencke-Takt“

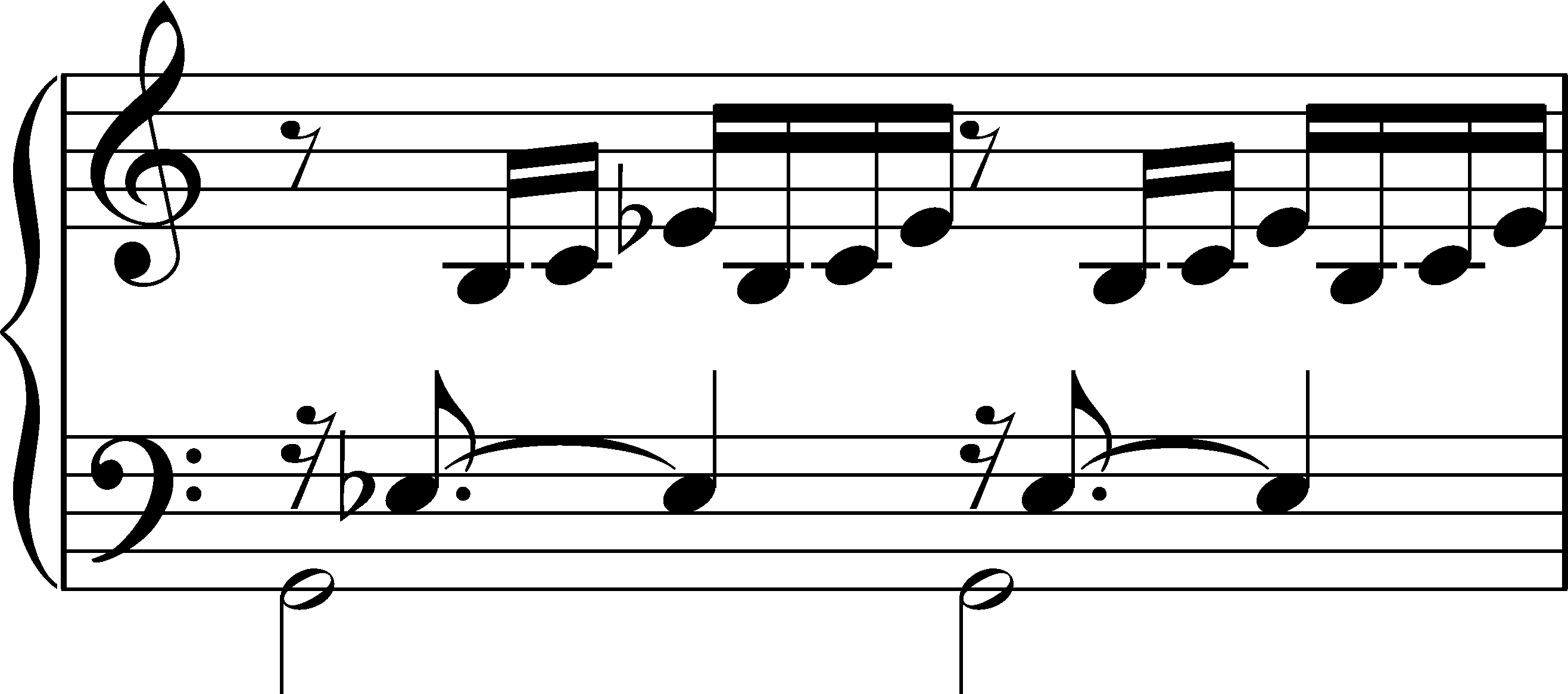
Von C.G.F. Schwencke eingefügter Takt

Die Ausgabe Christian Friedrich Gottlieb Schwenckes von 1801 bei Simrock fügt nach Takt 22 einen zusätzlichen Takt (G-es-h-c1-es1) ein, wohl vor allem um die Bass-Fortschreitung von Fis nach As zu mildern, oder in der Annahme, hier liege ein Fehler – eine unvollständige Vier-Takt-Gruppe – vor.
Nach Einschätzung des Chefredakteurs der Bach-Zeitschrift des Riemenschneider Bach Institute ist es recht wahrscheinlich, dass Schwencke selbst der Erfinder dieses nicht authentischen Takts ist, da ein erfahrener Zeitgenosse Bachs wohl kaum versucht hätte, diese nicht seltene Bass-Fortschreitung zu ‚korrigieren‘. Durch diese Bearbeitung wird auch die Wirkung des anschließenden achttaktigen Orgelpunkts auf G bedeutend beeinträchtigt.
Die Simrock-Fassung lag u. a. der von Carl Czerny besorgten, weit verbreiteten Peters-Edition von 1837 zu Grunde. So fand der „Schwencke-Takt“ seinen Weg in viele bürgerliche Musikzimmer und auch in Gounods berühmtes Ave Maria.

### Rezeption
Das Präludium in C-Dur aus dem ersten Teil des Wohltemperierten Klaviers ist bis heute das bekannteste Werk aus der Sammlung. Es stellt technisch keine hohen Anforderungen und inspirierte zahlreiche Komponisten zu Bearbeitungen, darunter Charles Gounod zu seinem Ave Maria. Philipp Spitta beschreibt das Präludium als ein Stück von unsäglichem Zauber, über das eine große, selige Melodie körperlos hinzieht, wie Engelsgesang durch die stille Nacht über flüsternde Büsche und Bäume.

## Fuge
Beginn der Fuge in C-Dur
Die Fuge in C-Dur ist vierstimmig im 4/4-Takt gesetzt und enthält nur 27 Takte, ist jedoch an thematisch-motivischer Dichte kaum zu übertreffen: das Fugenthema erscheint 24 Mal, was als Anspielung auf die 24 Tonarten des Wohltemperierten Klaviers verstanden werden kann. Dies führt zu zahlreichen Engführungen, die hier nicht, wie oftmals üblich, auf den Abschluss hin aufgespart werden, sondern nach der sechstaktigen Exposition bereits in Takt 7 erscheinen. Das Thema enthält 14 Noten.
Die Tempovorschläge der Herausgeber und Autoren gehen weit auseinander: von 66 Metronomschlägen für halbe Noten (Otto Keller, 1926) bis zu 108 Schlägen für Achtelnoten (Hermann Keller, 1950).
Die Mitte der Fuge (Abschluss von Takt 13) ist durch eine Kadenz nach a-Moll gekennzeichnet. Außergewöhnlich ist die für eine Fuge untypische Anabasis der Oberstimme in den beiden letzten Takten. Dies ist eine aufsteigende musikalische Figur, wobei in diesem Fall das dreigestrichene C als höchster Ton des Werks erst ganz am Schluss erreicht wird.